# Nhóm Lie giao hoán
Trong hình học, một nhóm Lie abel là một nhóm Lie đồng thời là một nhóm abel.
Một nhóm Lie abel thực liên thông là đồng cấu với {\displaystyle \mathbb {R} ^{k}\times (S^{1})^{h}}. Đặc biệt, một nhóm Lie abel (thực) compact liên thông là một hình xuyến; tức là, một nhóm Lie đồng cấu với {\displaystyle (S^{1})^{h}}. Một nhóm Lie phức liên thông và compact là abel, và một nhóm Lie phức liên thông, compact là một torus phức; tức là, một thương số của {\displaystyle \mathbb {\mathbb {C} } ^{n}} bởi một mạng.
Gọi A là một nhóm Lie abel compact với thành phần đơn vị {\displaystyle A_{0}}. Nếu {\displaystyle A/A_{0}} là một nhóm cyclic, thì {\displaystyle A} là cyclic theo topo; tức là, tồn tại một phần tử sinh ra một nhóm con đặc trưng dày đặc (đặc biệt, một torus là cyclic theo topo).